# 老山マウンテンバイク場

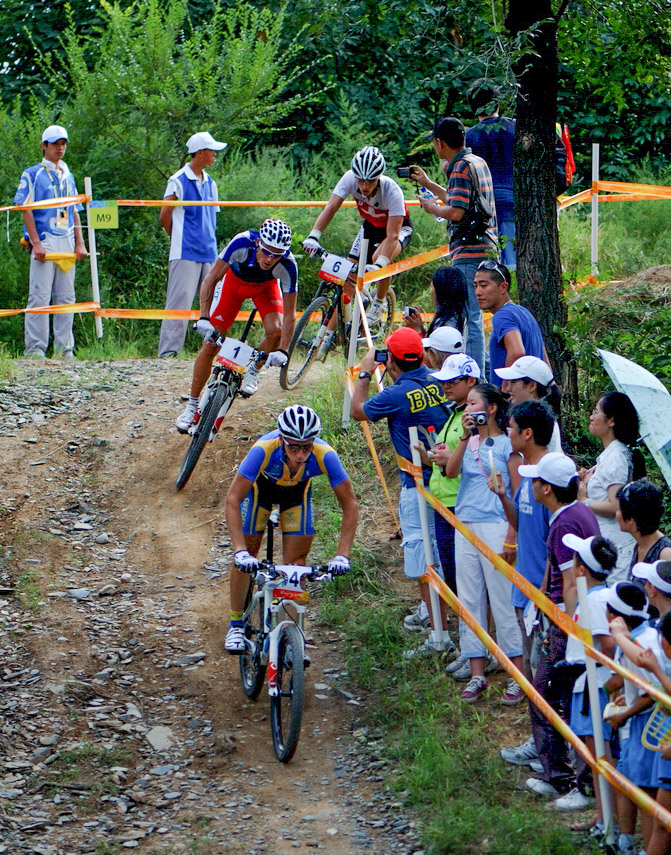
北京オリンピック開催中の老山マウンテンバイク場

老山マウンテンバイク場 (ろうざんマウンテンバイクじょう、簡体字: 老山山地自行车场, 繁体字: 老山山地自行車場, ピン音: Lǎoshān Shāndì Zìxíngchē Chǎng) は、中国・北京の西部にあるマウンテンバイクの競技場であり、老山自転車館に近い。

## 概要
2006年5月に修復と拡張計画が始まった。
このコースは、北京オリンピックにおけるマウンテンバイク競技の会場となった。
プロジェクトには外周4.6㎞のコース、床面積8,275㎡の建物、2,000席の一時的な観客スタンド、その他の競技用設備が含まれている。
プロジェクトは2007年後半に終了し、中国の自転車チームのためのトレーニング拠点となった。さらに北京オリンピック後は一般に開放されている。